# Екс-ан-Діуа
Екс-ан-Діуа́ (фр. Aix-en-Diois) — колишній муніципалітет у Франції, у регіоні Овернь-Рона-Альпи, департамент Дром. Населення — 357 осіб (2011).
Муніципалітет був розташований на відстані близько 520 км на південний схід від Парижа, 125 км на південь від Ліона, 50 км на південний схід від Валанса.

## Історія
До 2015 року муніципалітет перебував у складі регіону Рона-Альпи. Від 1 січня 2016 року належав до нового об'єднаного регіону Овернь-Рона-Альпи.
1 січня 2016 року Екс-ан-Діуа і Мольєр-Гланда було об'єднано в новий муніципалітет Солор-ан-Діуа.

## Демографія
Динаміка населення (INSEE ):
Розподіл населення за віком та статтю (2006):
| Стать | Всього | До 15 років | 15-24 | 25-44 | 45-64 | 65-85 | Понад 85 |
| --- | ------ | ----------- | ----- | ----- | ----- | ----- | -------- |
| Чоловіки | 189    | 45          | 22    | 46    | 38    | 38    | 0        |
| Жінки | 157    | 23          | 15    | 50    | 42    | 27    | 0        |
| \| Статево-вікова піраміда \| Статево-вікова піраміда \| Статево-вікова піраміда \| \| ----------------------- \| ----------------------- \| ----------------------- \| \| Чоловіки \| Вік \| Жінки \| \| 0 \| 85 + \| 0 \| \| 4 \| 80-84 \| 8 \| \| 19 \| 75-79 \| 4 \| \| 11 \| 70-74 \| 11 \| \| 4 \| 65-69 \| 4 \| \| 15 \| 60-64 \| 15 \| \| 4 \| 55-59 \| 8 \| \| 11 \| 50-54 \| 4 \| \| 8 \| 45-49 \| 15 \| \| 15 \| 40-44 \| 19 \| \| 15 \| 35-39 \| 4 \| \| 8 \| 30-34 \| 8 \| \| 8 \| 25-29 \| 19 \| \| 11 \| 20-24 \| 4 \| \| 11 \| 15-20 \| 11 \| \| 15 \| 10-14 \| 11 \| \| 15 \| 5-9 \| 4 \| \| 15 \| 0-4 \| 8 \| |        |             |       |       |       |       |          |
| Статево-вікова піраміда |        |             |       |       |       |       |          |
| Чоловіки | Вік    | Жінки       |       |       |       |       |          |
| 0 | 85 +   | 0           |       |       |       |       |          |
| 4 | 80-84  | 8           |       |       |       |       |          |
| 19 | 75-79  | 4           |       |       |       |       |          |
| 11 | 70-74  | 11          |       |       |       |       |          |
| 4 | 65-69  | 4           |       |       |       |       |          |
| 15 | 60-64  | 15          |       |       |       |       |          |
| 4 | 55-59  | 8           |       |       |       |       |          |
| 11 | 50-54  | 4           |       |       |       |       |          |
| 8 | 45-49  | 15          |       |       |       |       |          |
| 15 | 40-44  | 19          |       |       |       |       |          |
| 15 | 35-39  | 4           |       |       |       |       |          |
| 8 | 30-34  | 8           |       |       |       |       |          |
| 8 | 25-29  | 19          |       |       |       |       |          |
| 11 | 20-24  | 4           |       |       |       |       |          |
| 11 | 15-20  | 11          |       |       |       |       |          |
| 15 | 10-14  | 11          |       |       |       |       |          |
| 15 | 5-9    | 4           |       |       |       |       |          |
| 15 | 0-4    | 8           |       |       |       |       |          |

## Економіка
2010 року серед 220 осіб працездатного віку (15—64 років) 175 були активними, 45 — неактивними (показник активності 79,5%, у 1999 році було 70,1%). З 175 активних мешканців працювала 161 особа (84 чоловіки та 77 жінок), безробітними було 14 (7 чоловіків та 7 жінок). Серед 45 неактивних 18 осіб було учнями чи студентами, 16 — пенсіонерами, 11 були неактивними з інших причин.

У 2010 році в муніципалітеті числилось 147 оподаткованих домогосподарств, у яких проживали 345,0 особи, медіана доходів виносила 17 725 євро на одного особоспоживача